# إذاعة غليزان
إذاعة غليزان هي إذاعة محلية بولاية غليزان الجزائرية تبث برامجها باللغة العربية على موجة أف أم 90.80. دشنت بتاريخ 5 جويلية 2006 من قبل السلطات المحلية.

## وصلات خارجية
- قائمة الإذاعات المحلية بالجزائر
- الموقع الرسمي لإذاعة غليزان
- شبكة الإذاعات الجهوية

قالب:إذاعات جزائرية